# Pterolophia binaluana
Pterolophia binaluana là một loài bọ cánh cứng trong họ Cerambycidae.